# Detritivora callaghani
Detritivora callaghani is een vlindersoort uit de familie van de prachtvlinders (Riodinidae), onderfamilie Riodininae.
Detritivora callaghani werd in 2001 beschreven door Hall, J & Harvey.